# 弘政夫人
临川长公主（?—?），是中国南北朝陈宣帝陈顼第二十四女，长城县人。
临川长公主的母亲是曾美人。陈朝年间，她被陈叔宝封为临川长公主。588年隋灭南陈之后，临川长公主成了隋朝隋文帝的侍妾，封号弘政夫人。她的十四姐是宁远公主就是著名的宣华夫人。